# Spatalina desiccata
Spatalina desiccata är en fjärilsart som beskrevs av Sergius G. Kiriakoff 1963. Spatalina desiccata ingår i släktet Spatalina och familjen tandspinnare. Inga underarter finns listade i Catalogue of Life.